# Treniota
Treniota (en biélorusse : Транята) (1210-1264) est un grand-duc de Lituanie (1263-1264).

## Biographie
Treniota est le neveu du grand-duc de Lituanie Mindaugas. Celui-ci s'est converti au christianisme en 1250, afin de décourager les menaces militaires des Chevaliers Teutoniques de l'Ordre de Livonie sur la Lituanie, et devient en 1253, couronné par le pape, le premier et seul roi de Lituanie. Mais Treniota reste un fervent païen. 
Malgré la conversion de Mindaugas, les chevaliers teutoniques font régulièrement des incursions dans le territoire lituanien. Après la bataille de Durbe en 1260, Treniota convainc Mindaugas d'abandonner le christianisme et d'attaquer l'Ordre Teutonique. Ce changement d'alliance n’est pas décisif. Mindaugas se joint à une révolte des Semigalles contre les chevaliers teutoniques, mais les attaques sont inefficaces et les chevaliers teutoniques sont à peine affaiblis. Mindaugas commence à remettre en question son alliance avec son neveu Treniota. Ce dernier avec Daumantas assassinent Mindaugas en 1263 avec deux de ses fils. Treniota usurpe le trône et la nation lituanienne renonce au christianisme et revient au paganisme. Toutefois, il règne seulement pendant une année avant d'être assassiné par Vaišvilkas, le fils cadet de Mindaugas qui a échappé, un an auparavant, à la mort lors de l'assassinat de son père et de ses deux frères. 